# 潘蒂烏蘇山
16°58′15″S 70°7′12″W / 16.97083°S 70.12000°W
潘蒂烏蘇山（Panti Usu），是秘魯的山峰，位於該國東南部，處於普諾大區的埃爾科廖省和塔克納大區的坎達拉韋省，該山峰海拔高度5,500米。